# Gabriel Magalhães
Gabriel dos Santos Magalhães (São Paulo, 19 de dezembro de 1997) é um futebolista brasileiro que atua como zagueiro. Atualmente joga no Arsenal.

## Carreira

### Avaí
No dia 28 de janeiro de 2016, aos 18 anos, Gabriel estreou pelo Avaí em partida contra o Grêmio pela Primeira Liga do Brasil. Gabriel marcou o gol do empate em 2 a 2.
No dia 24 de outubro, já sendo convocado pela Seleção Brasileira Sub-20 e recebendo sondagens, Gabriel renovou com o clube catarinense até o final de 2018.
Ainda que não tenham dividido partidas juntos, Gabriel esteve no Avaí ao mesmo tempo que seu futuro colega de Seleção Brasileira, e rival de Premier League, Rapinha.
Após o final de sua passagem pelo clube brasileiro, o jogador foi vendido para um time da Ligue 1. O time catarinense ficou com 15% dos direitos econômicos do atleta.
Antes mesmo de se mudar para o país, o jogador foi sondado por grandes equipes brasileiras, mas nenhuma proposta chegou a ser apresentada. Por isso, o zagueiro optou por deixar o time Avaiano sem sequer ter disputar a Elite do Futebol Brasileiro. Futuramente, alguns jogadores como Richarlison, Lyanco e David Neres fariam um caminho parecido: deixar o time brasileiro mesmo após poucas partidas no time principal e/ou não disputar a Série A.

### Lille
No dia 31 de janeiro de 2017, após disputar o Sul-Americano Sub-20 com a Seleção Brasileira, Gabriel assinou com o Lille por quatro temporadas e meia.
| “                                        | Eu fiquei sabendo que o Palmeiras e Flamengo mostraram interesse em mim. Não fui além porque quando parece coisas assim eu procuro não ficar indo atrás, deixo acontecer e meu agente Bruno Balssimelli, da Unique Sports, cuidar disso. É melhor para não perder o foco dentro de campo. O que pesou foi que o Palmeiras e o Flamengo não chegaram com propostas concretas. O Lille chegou com uma proposta clara com valores e como iriam fazer. Pesou isso e o fato do Lille ser um clube da Europa, que era o meu sonho na carreira. Era meu grande objetivo. Claro que seria ótimo ter jogado uma Série A do Brasileiro por esses clubes, mas a Ligue 1 é um campeonato muito diferente do Brasil. Está sendo muito bom e estou aprendendo muitas coisas aqui. | ” |
| — Gabriel sobre sua mudança para França. | |   |

### Troyes (empréstimo)

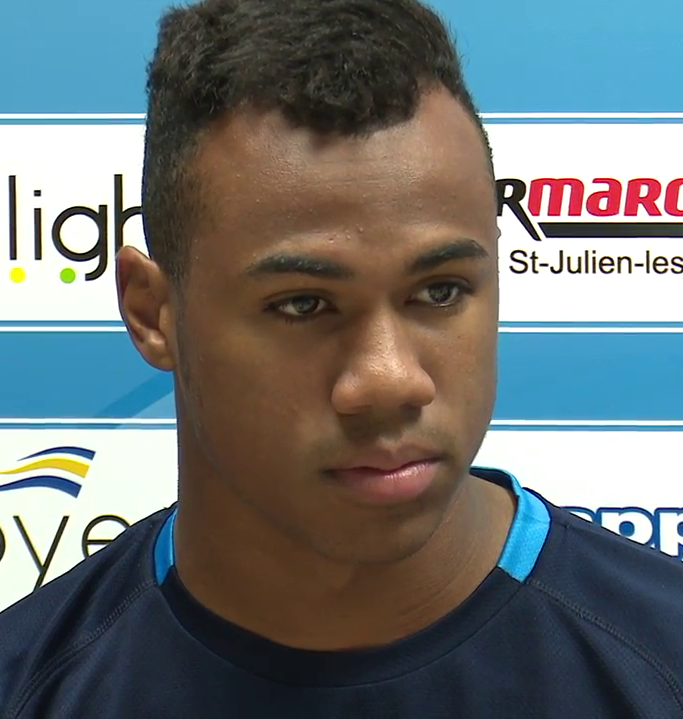
Gabriel Magalhães pelo Troyes, em 2017.

Seu período inicial no Lille, onde fizera apenas uma partida por conta da lesão do zagueiro Marko Baša, Gabriel foi emprestado na época seguinte para outra equipe francesa a fim de ganhar minutagem.
Contudo, no Troyes, o zagueiro sofreu com os mesmos problemas de poucas oportunidades de jogos e teve seu empréstimo rescindido antes mesmo do fim da época.

### Dínamo Zagreb (empréstimo)
Rumando para uma equipe que buscasse lidar melhor com os jovens, Gabriel assinou com o Dinamo Zagreb, da Croácia, até o fim da temporada 2017–18.
Na equipe, onde chegou a dividir vestiário com a promessa espanhola Dani Olmo, o jogador conseguiu se firmar e ganhar seus primeiros títulos na Europa.
| “                                                                | Estou muito feliz. Conquistamos a HNL e, hoje, fomos coroados com mais um título. Com apenas 20 anos, com um ano atuando na Europa eu já fui campeão duas vezes e isso é muito importante para minha carreira. Agora é comemorar, descansar, ver a família e os amigos para voltar mais forte para a próxima temporada. Não sei ainda qual o meu destino. Se continuo aqui, ou se volto para o Lille, mas isso os meus agentes estão resolvendo. | ” |
| — Gabriel Magalhães sobre seus dois primeiros títulos na Europa. | |   |

Mesmo com apenas 10 jogos, o jogador exibiu um futebol satisfatório, e, apesar do interesse do Dínamo, o Lille não negociou o zagueiro brasileiro e Gabriel teve de retornar à França, onde se firmaria na equipe no futuro.

### Lille (retorno)

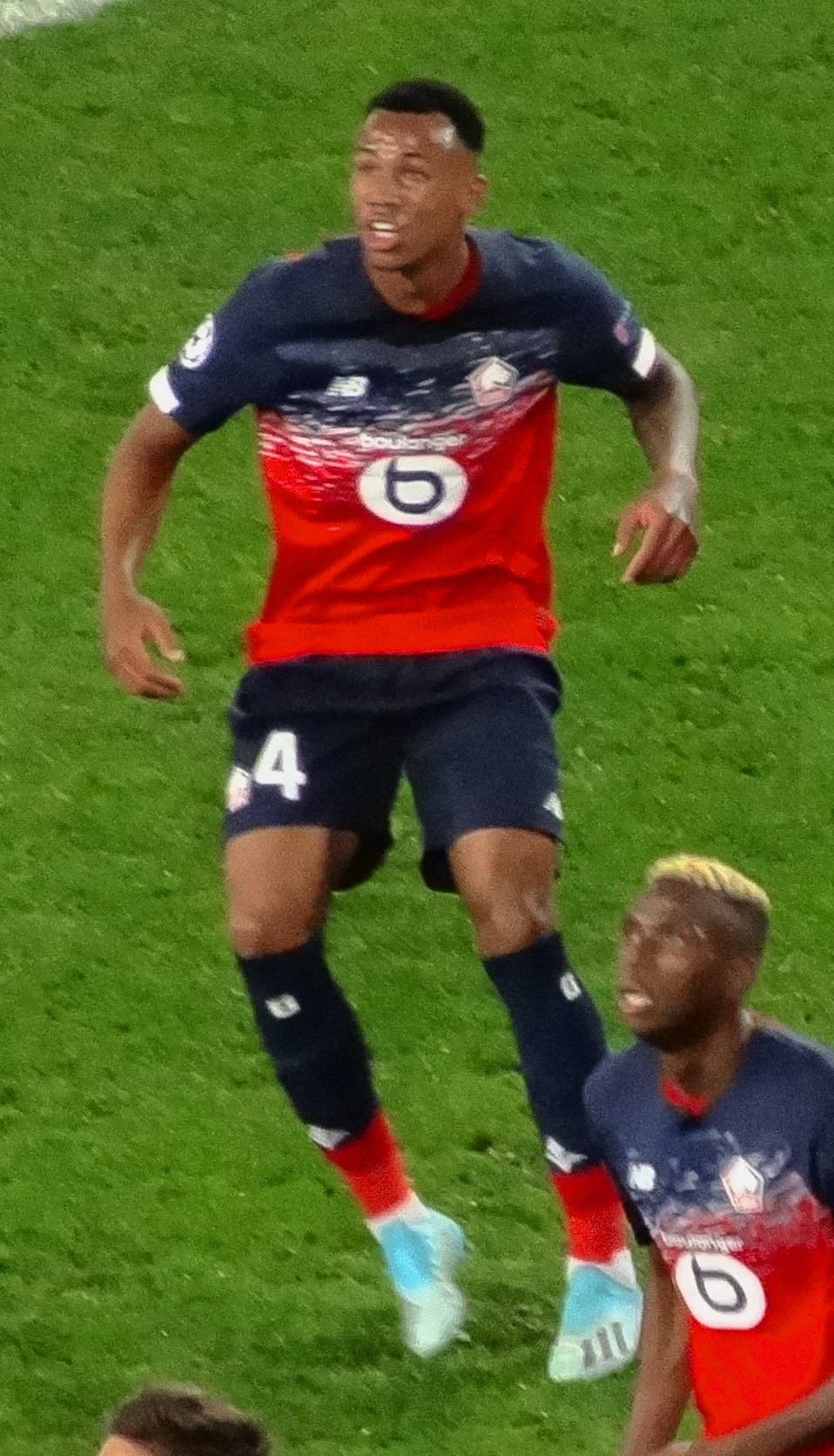
Gabriel Magalhães pelo Lille, em 2019.

Após empréstimos para Troyes e Dínamo Zagreb, o zagueiro retornou ao Lille para a temporada 2018–19. Durante a temporada, Gabriel ganhou espaço e atuou em 17 partidas, marcando seu primeiro gol pelo Lille no dia 14 de abril de 2019, numa goleada por 5 a 1 contra o Paris Saint-Germain.
Para a temporada 2019–20, Gabriel ganhou a titularidade absoluta, atuando ao lado de José Fonte. O técnico do Lille, Christophe Galtier, falou sobre a paciência de Gabriel, dizendo:
| “ | Eu vi que ele tinha um grande potencial e ele foi capaz de aproveitar a primeira oportunidade que teve. Ele estava com fome de jogar e enquanto esperava seu tempo, ele trabalhou muito. É um exemplo a ser seguido por outros jovens. | ” |

Gabriel terminou a temporada com 34 partidas disputadas, participando como titular das 6 partidas do Lille pela Liga dos Campeões da UEFA, chamando a atenção de gigantes e travando um duelo entre Arsenal e Napoli.
Após duas temporadas, onde marcou 2 gols em 52 partidas, Gabriel deixou a França para disputar jogos no Campeonato Inglês.

### Arsenal

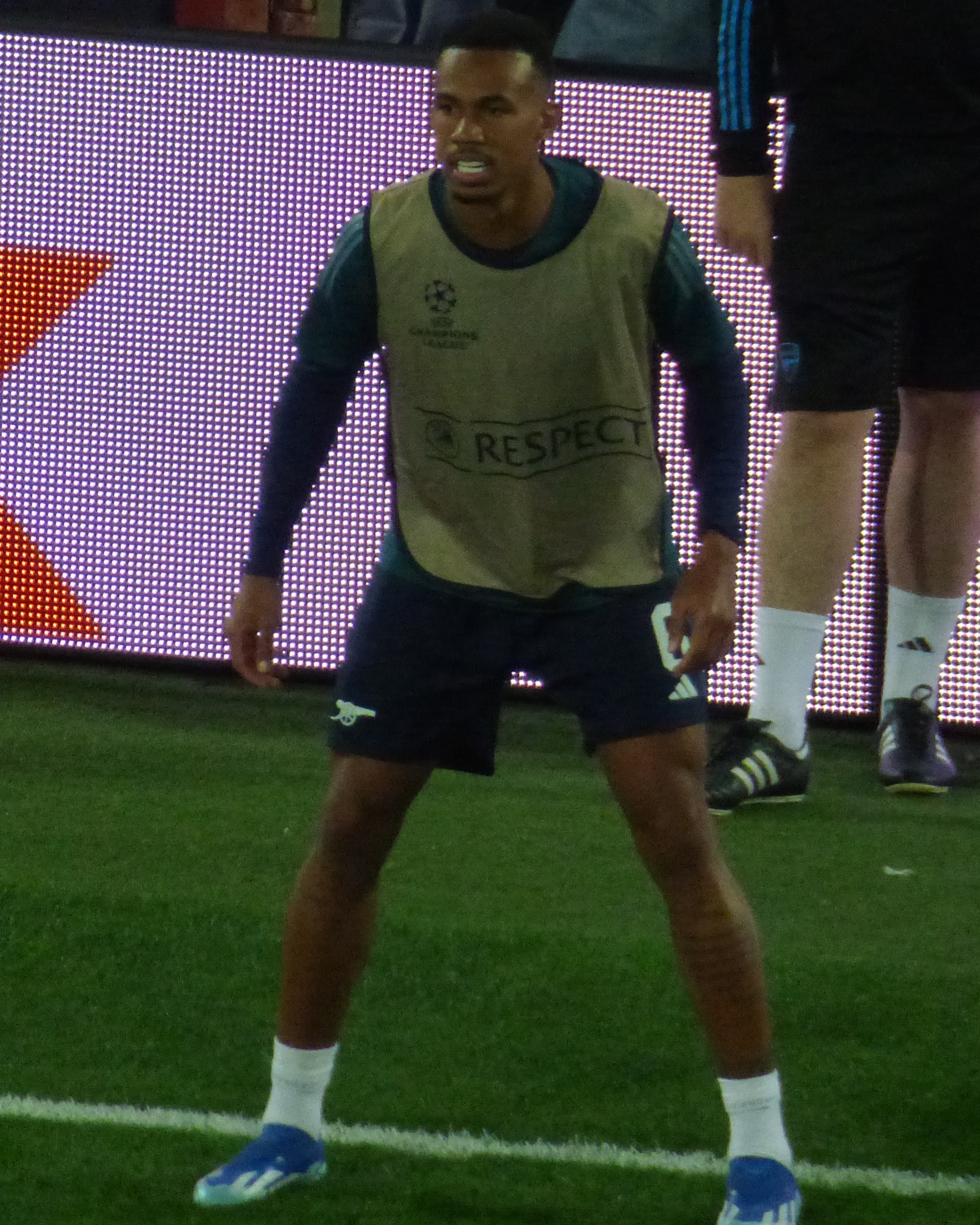
Gabriel Magalhães pelo Arsenal, em 2023.

Após ser muito disputado por equipes inglesas e italianas, Gabriel foi anunciado como novo reforço do Arsenal no dia 1 de setembro de 2020, numa negociação que girou em torno de 30 milhões de euros (cerca de R$ 192 milhões).
Sob o comando de Mikel Arteta, o brasileiro firmou-se rapidamente na equipe e conseguiu seu primeiro título inglês ao disputar a Supercopa da Inglaterra de 2023, quando seu time derrotou o Manchester City de Pep Guardiola. Inclusive, foi na época anterior que o Arsenal "bateu na trave" após perder a Premier League tendo liderado a Competição por vários meses.
Na mencionada temporada, o brasileiro atingiu a importante marca de 100 partidas pelo Gunners. Na ocasião, o zagueiro comentou sobre o feito:
| “ | Alcançar uma marca significativa como essa, de 100 jogos pelo Arsenal, um dos maiores clubes do futebol mundial, é muito especial. Uma honra enorme, um sentimento de alegria inexplicável. Sou muito grato a todos do clube pela maneira com que sempre fui tratado, desde o meu primeiro dia em Londres. | ” |

Em 6 de junho de 2025, o Arsenal anunciou a renovação de contrato com o brasileiro. Magalhães assinou um contrato válido até 2029 com o clube londrino.

## Seleção Nacional

### Sub-20
Gabriel disputou o Sul-Americano Sub-20 de 2017 pela Seleção Brasileira.

### Sub-23
Foi convocado por André Jardine para o Torneio de Toulon em 15 de maio de 2019, mas acabou não sendo liberado pelo Lille. Em dezembro também foi convocado por Jardine para o Pré-Olímpico, mas novamente não foi liberado pelo Lille.

### Principal
No dia 8 de novembro de 2021, após o corte de Lucas Veríssimo por conta de uma lesão, Gabriel foi convocado por Tite para a Seleção Brasileira principal, sendo chamado para as partidas contra Colômbia e Argentina pelas Eliminatórias da Copa do Mundo FIFA de 2022.
Marcou seu primeiro gol pela Amarelinha no dia 12 de outubro de 2023, num empate em 1 a 1 contra a Venezuela, em jogo realizado na Arena Pantanal.

## Títulos
Dínamo Zagreb[carece de fontes?]
- Campeonato Croata: 2017–18
- Copa da Croácia: 2017–18

Arsenal[carece de fontes?]
- Florida Cup: 2022
- Supercopa da Inglaterra: 2023